# GSC3321-466
GSC3321-466 — хімічно пекулярна зоря спектрального класу A3, що має видиму зоряну величину в смузі V приблизно  9,5.
Вона  розташована на відстані близько 3362,4 світлових років від Сонця.